# Psyché (meuble)
Pour les articles homonymes, voir Psyché.

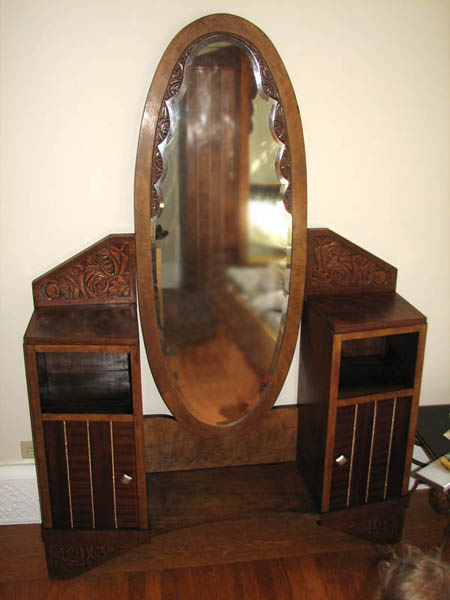
Psyché de style Art déco fabriqué en France dans les années 1930.

Une psyché est un grand miroir mobile monté sur un châssis que l'on peut incliner à volonté pour se regarder en entier.
Ce meuble était très en vogue dans les années 1920 et 1930. Les psychés que l'on peut trouver de nos jours sont généralement de style Art déco.

## Étymologie
Le terme vient de Psyché, une princesse de la mythologie grecque, dont la beauté excita la jalousie de la déesse Aphrodite. Celle-ci demanda à son fils Éros d'accabler Psyché, mais il tomba sous le charme de cette dernière. Psyché, aidée des dieux, réussit les épreuves qu'Aphrodite lui imposa pour permettre à Éros d'intercéder auprès de Zeus afin d'élever Psyché au rang de déesse et gagner ainsi l'immortalité.

## Galerie photos

Quelques représentations de psychés
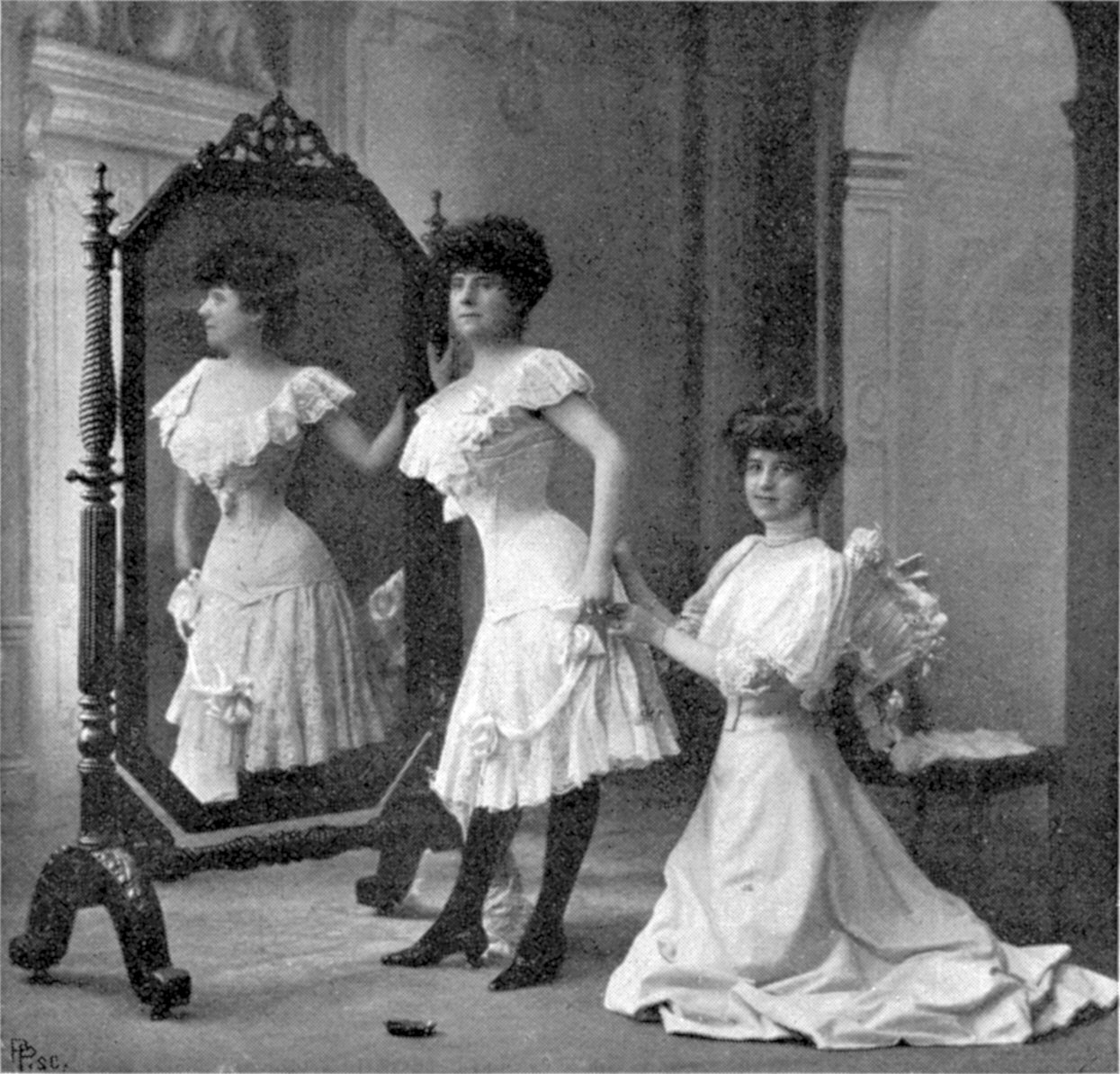
Théâtre des Capucines en 1906
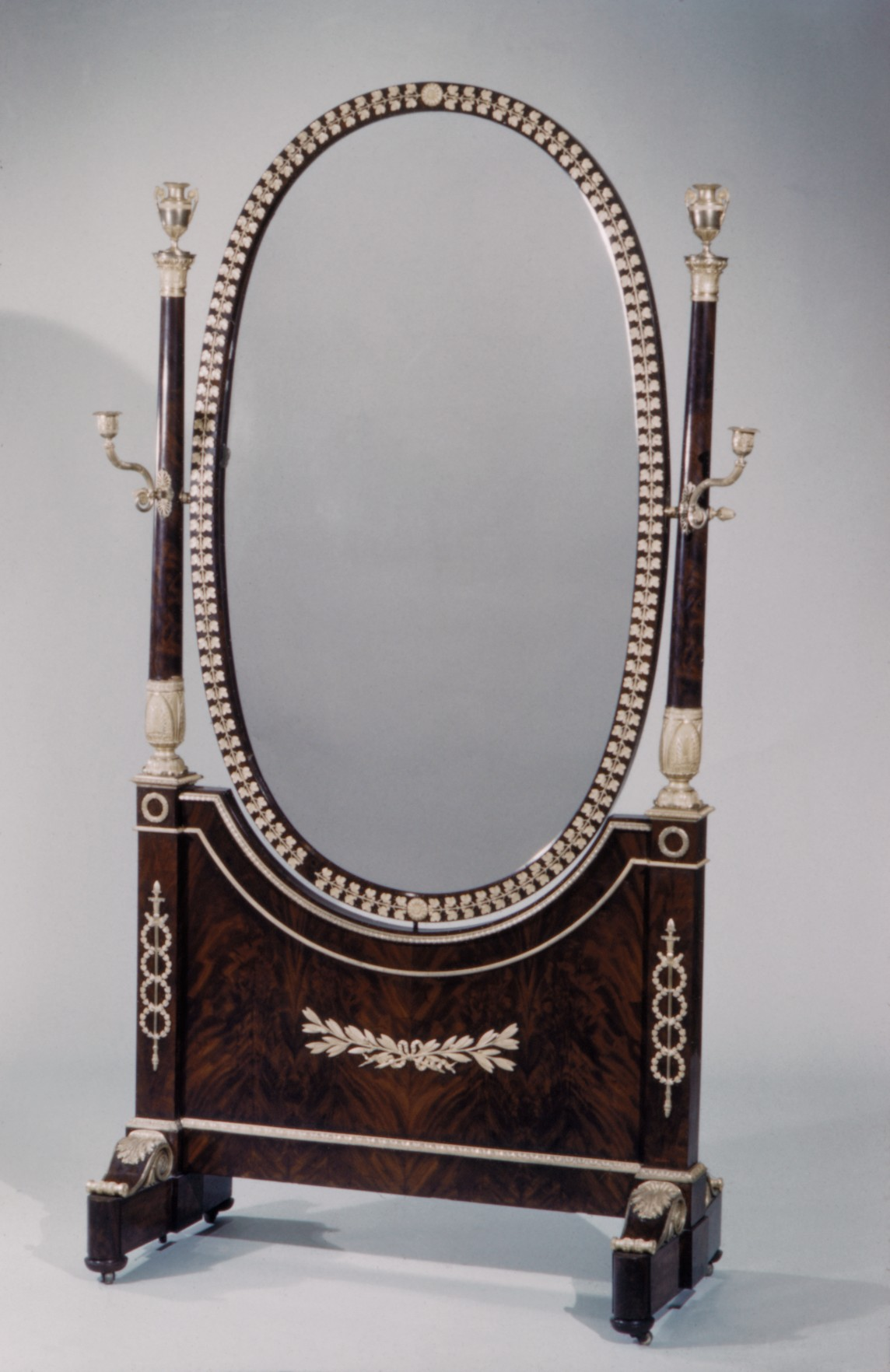
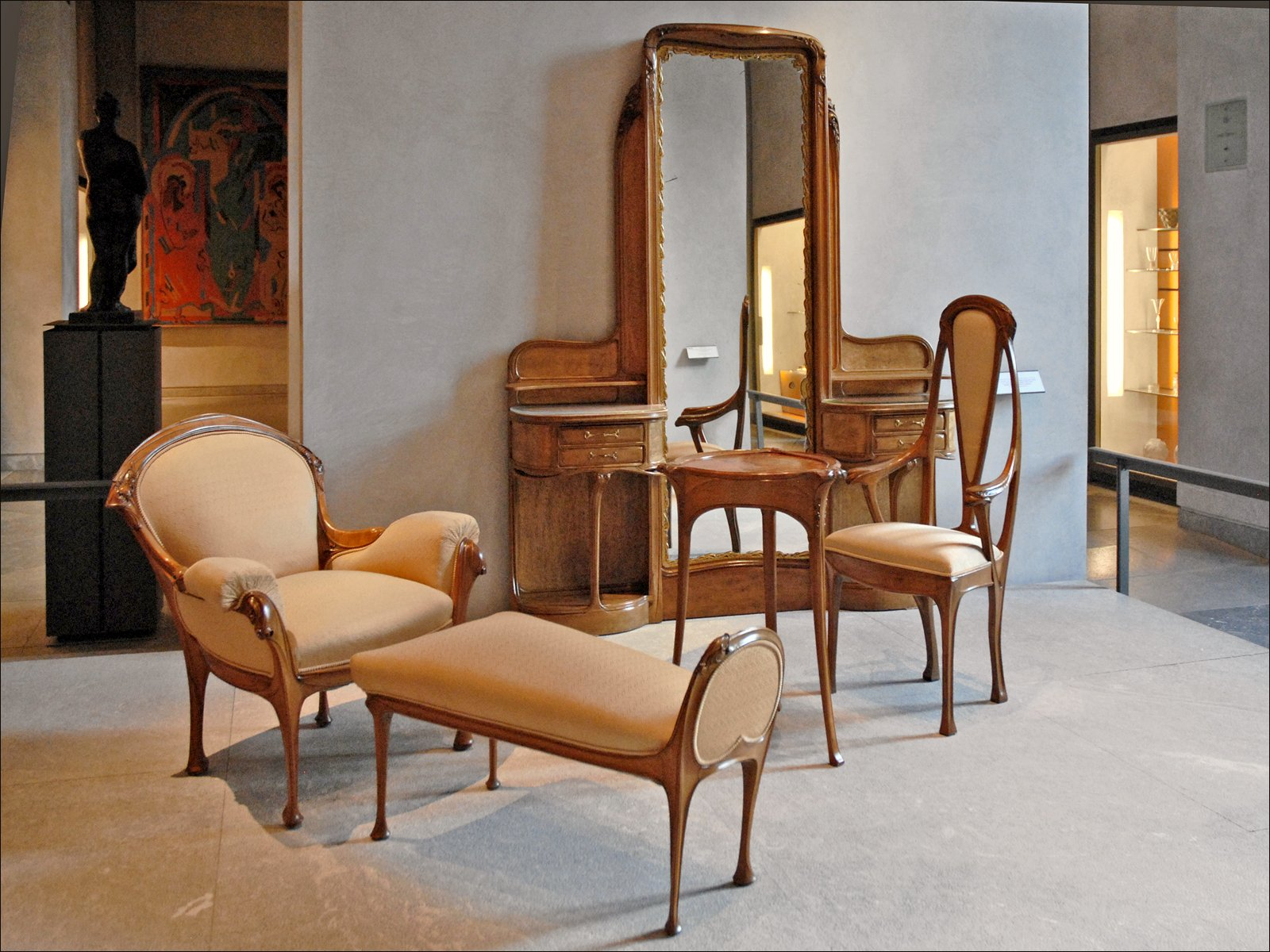
Chambre à coucher de l'Hôtel Guimard
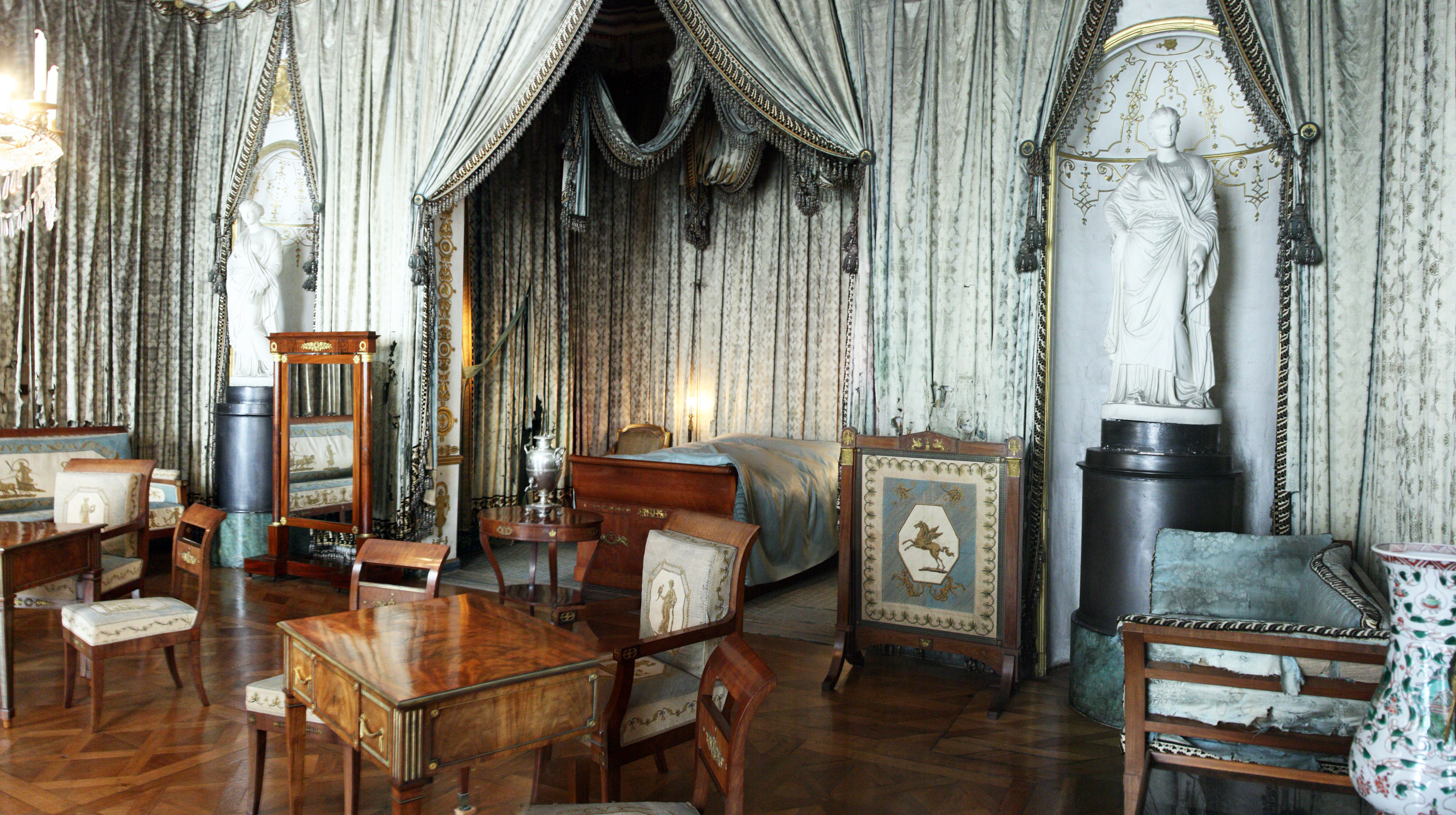
La chambre du roi Frédéric 1er de Wurtemberg
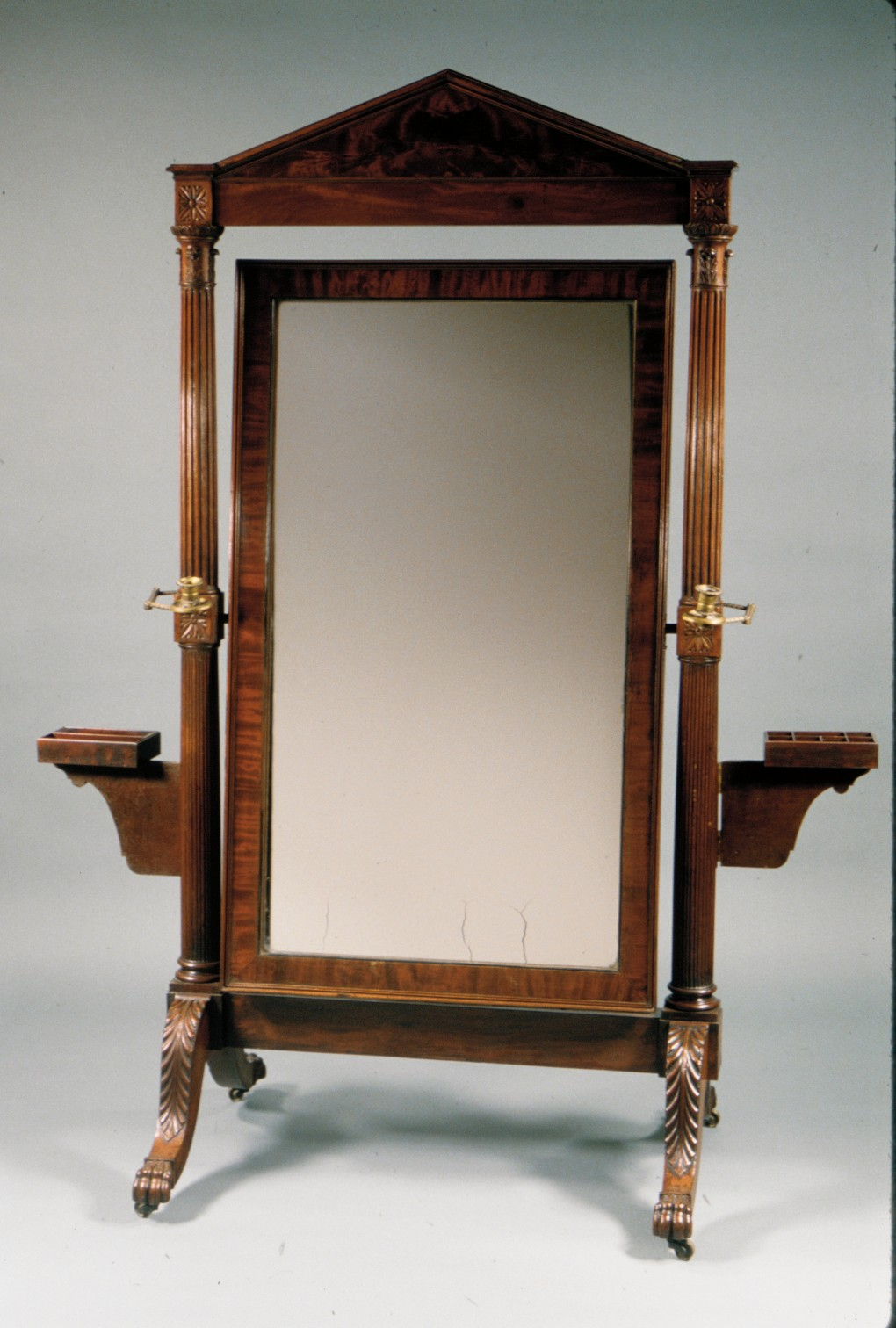
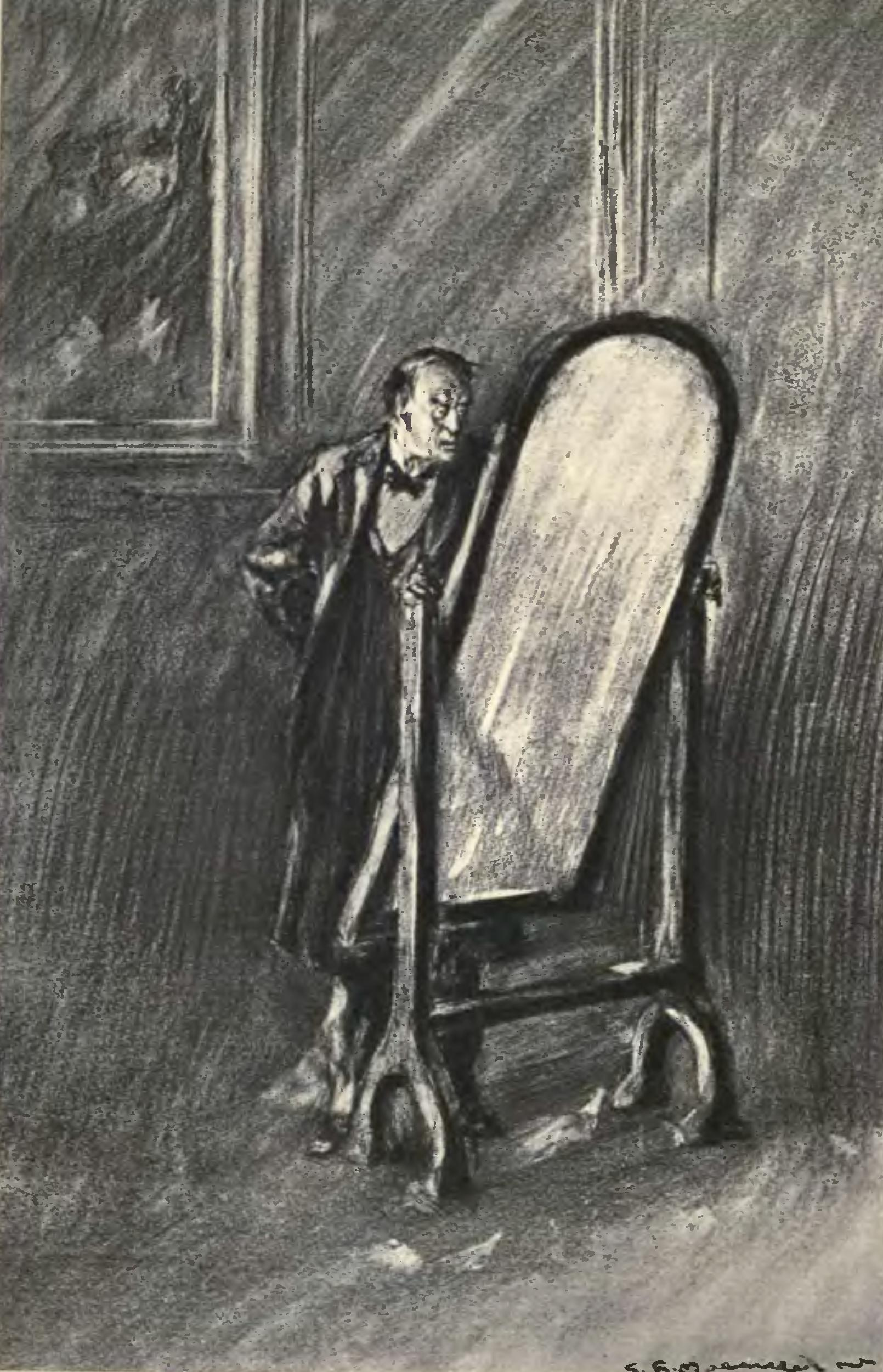
Illustration de Charles R. Macauley
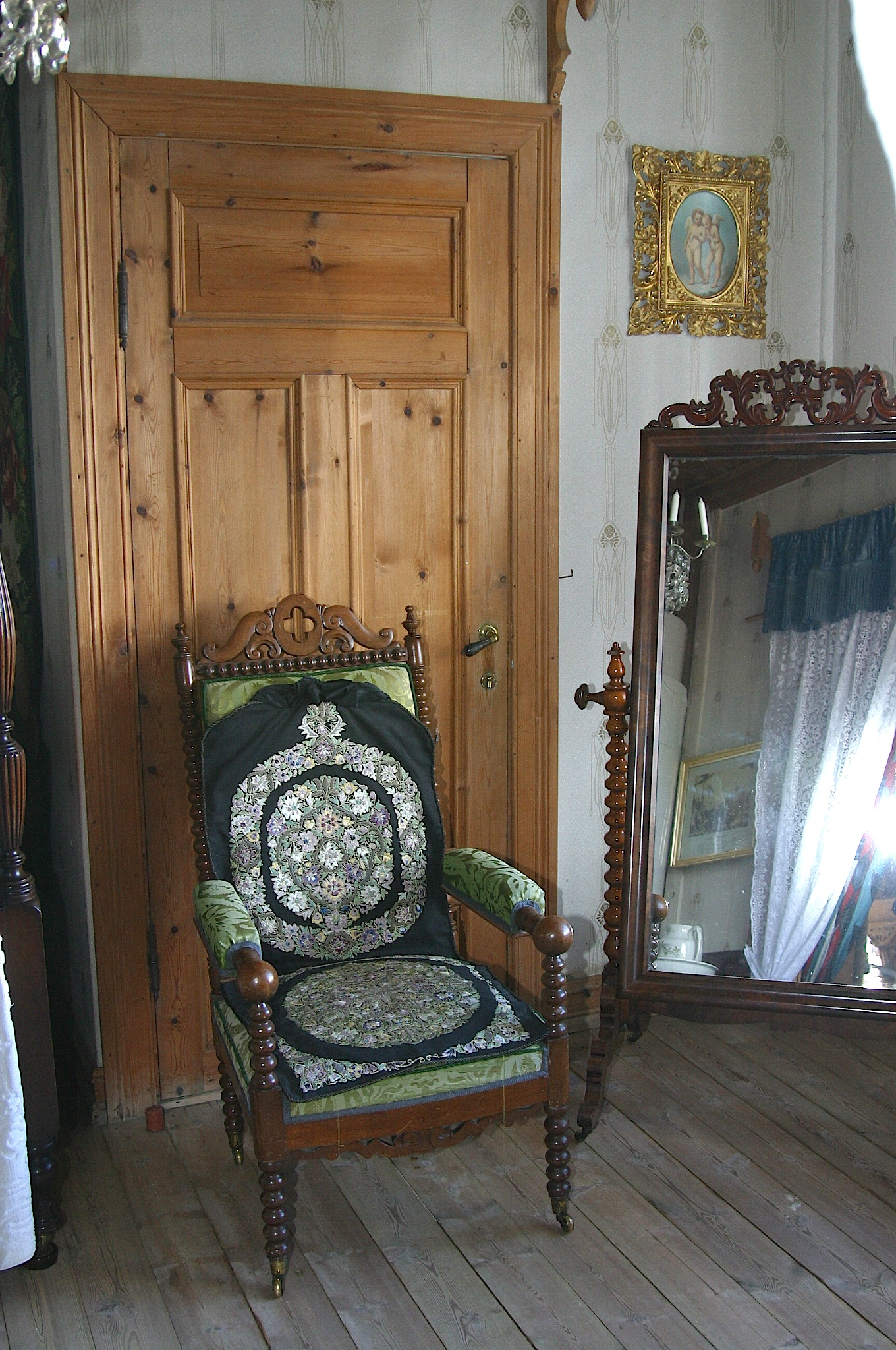
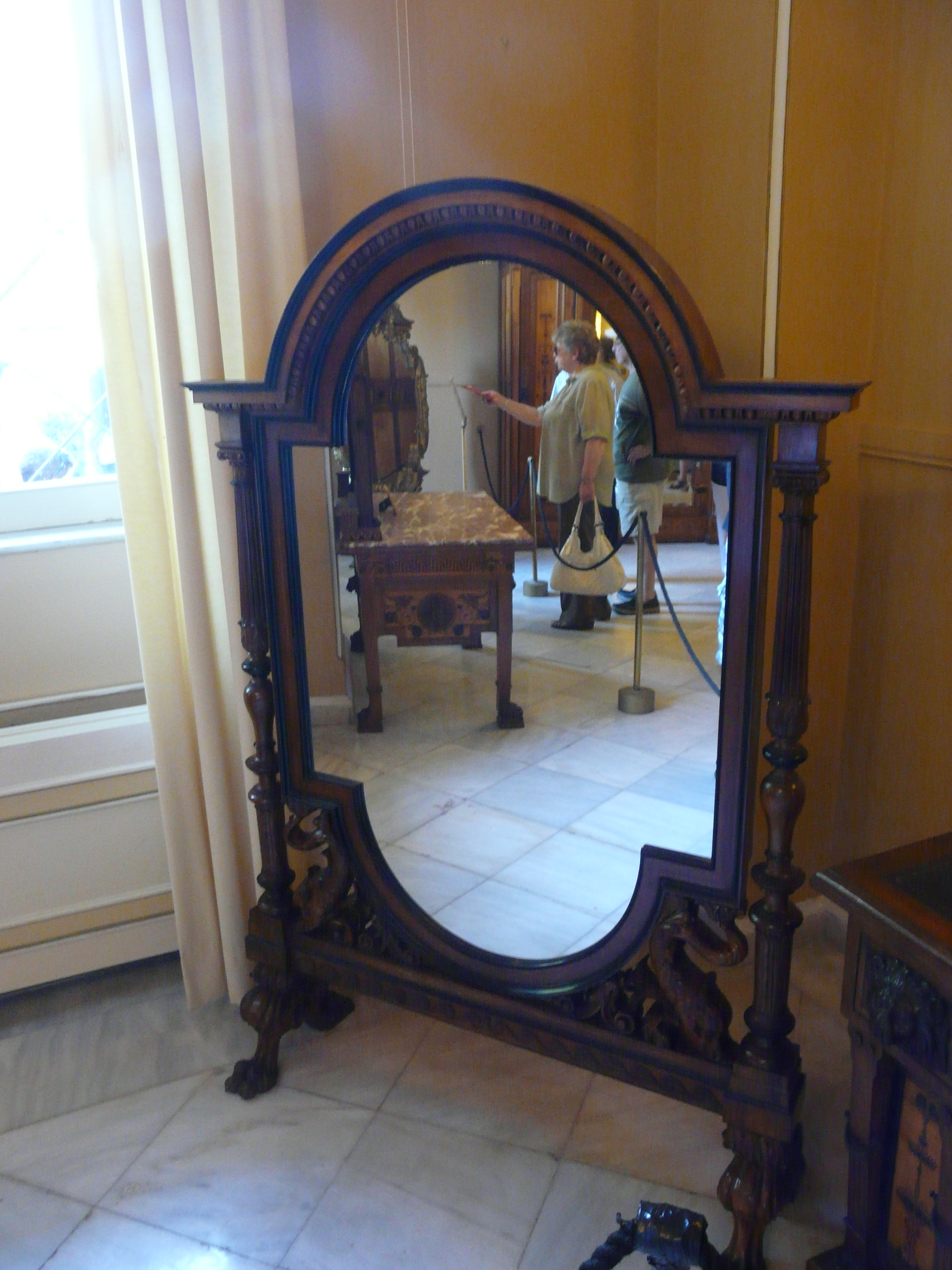

## Représentation dans les arts

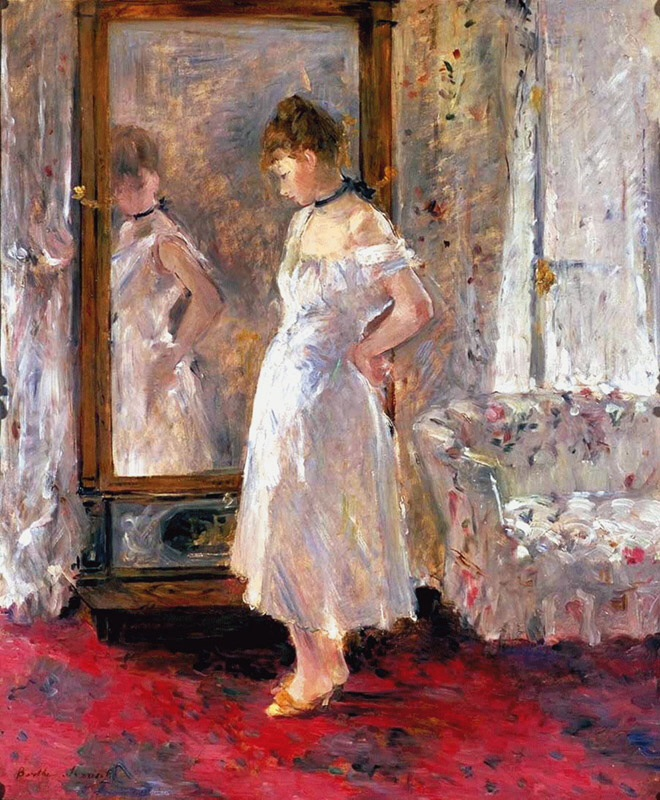
Psyché de Berthe Morisot

À la fin du XIXe siècle, de nombreux peintres commencent à représenter des personnages s'admirant dans une psyché, principalement des personnages féminins.
L'artiste peintre français Auguste Toulmouche, cousin par alliance de Claude Monet, est l'auteur du tableau dénommé Vanité, réalisé vers 1870.
L'artiste peintre français Pierre-Paul-Léon Glaize représente dans une de ses peintures une psyché de grande taille afin de souligner la minceur de l'objet et du modèle, donc l'élégance de la femme qui s'y regarde. Cette toile de 101 × 75,9 cm est exposée au Metropolitan Museum of Art à New-York.
L'artiste peintre française Berthe Morisot a créé plusieurs scènes de femme à sa toilette. Le tableau ci-contre, daté de 1876, est exposé au musée Thyssen-Bornemisza à Madrid. Il mesure 65 × 54 cm.